# 梅尔萨达·贝契尔斯帕希奇
梅尔萨达·贝契尔斯帕希奇（1957年12月8日—），波斯尼亚和黑塞哥维那女子篮球运动员。她曾代表南斯拉夫国家队参加1980年夏季奥林匹克运动会篮球比赛，获得一枚铜牌。